# Europäisches Olympisches Winter-Jugendfestival 2025
Das Europäische Olympische Winter-Jugendfestival 2025 (European Youth Winter Olympic Festival 2025) wurde vom 9. bis zum 16. Februar 2025 in Bakuriani, Georgien ausgetragen.

## Vergabe
Am 26. Oktober 2019 erfolgte die Vergabe des Festivals. Bakuriani richtete zuvor bereits die Freestyle-Skiing bzw. Snowboard-Weltmeisterschaften 2023 aus.

## Programm
Gegenüber der vorangegangenen Ausgabe wurden Curling, Skibergsteigen, Skispringen und die Nordische Kombination aus dem Programm gestrichen.

## Maskottchen
Am 28. Februar 2024 wurde das Maskottchen, ein Luchs mit Namen Gunda, wobei der Name dem georgischen Wort für Schneeball entspricht.

## Wettkampfstätten
Folgende Wettkampfstätten fanden beim Festival Verwendung:
| Ort       | Wettkampfstätte                          | Disziplin        |
| --------- | ---------------------------------------- | ---------------- |
| Bakuriani | Bakuriani Biathlon-Cross Country Stadium | Biathlon         |
| Bakuriani | Bakuriani Biathlon-Cross Country Stadium | Skilanglauf      |
| Bakuriani | Didveli                                  | Freestyle-Skiing |
| Bakuriani | Didveli                                  | Ski Alpin        |
| Bakuriani | Didveli                                  | Snowboard        |
| Batumi    | Batumi Ice Arena                         | Eiskunstlauf     |
| Batumi    | Batumi Ice Arena                         | Shorttrack       |
| Tiflis    | Tbilisi Ice Arena                        | Eishockey        |

## Zeitplan
Letzte Spalte: Gesamtanzahl der Entscheidungen in den einzelnen Sportarten
| Zeitplan des Europäischen Olympischen Winter-Jugendfestivals 2025 (mit Anzahl der Entscheidungen) | Zeitplan des Europäischen Olympischen Winter-Jugendfestivals 2025 (mit Anzahl der Entscheidungen) | Zeitplan des Europäischen Olympischen Winter-Jugendfestivals 2025 (mit Anzahl der Entscheidungen) | Zeitplan des Europäischen Olympischen Winter-Jugendfestivals 2025 (mit Anzahl der Entscheidungen) | Zeitplan des Europäischen Olympischen Winter-Jugendfestivals 2025 (mit Anzahl der Entscheidungen) | Zeitplan des Europäischen Olympischen Winter-Jugendfestivals 2025 (mit Anzahl der Entscheidungen) | Zeitplan des Europäischen Olympischen Winter-Jugendfestivals 2025 (mit Anzahl der Entscheidungen) | Zeitplan des Europäischen Olympischen Winter-Jugendfestivals 2025 (mit Anzahl der Entscheidungen) | Zeitplan des Europäischen Olympischen Winter-Jugendfestivals 2025 (mit Anzahl der Entscheidungen) | Zeitplan des Europäischen Olympischen Winter-Jugendfestivals 2025 (mit Anzahl der Entscheidungen) | Zeitplan des Europäischen Olympischen Winter-Jugendfestivals 2025 (mit Anzahl der Entscheidungen) | Zeitplan des Europäischen Olympischen Winter-Jugendfestivals 2025 (mit Anzahl der Entscheidungen) | Zeitplan des Europäischen Olympischen Winter-Jugendfestivals 2025 (mit Anzahl der Entscheidungen) |
| Disziplin                                                                                         | Do. 06.                                                                                           | Fr. 07.                                                                                           | Sa. 08.                                                                                           | So. 09.                                                                                           | Mo. 10.                                                                                           | Di. 11.                                                                                           | Mi. 12.                                                                                           | Do. 13.                                                                                           | Fr. 14                                                                                            | Sa. 15.                                                                                           | Sa. 16.                                                                                           | Gesamt                                                                                            |
| Disziplin                                                                                         | Februar                                                                                           | Februar                                                                                           | Februar                                                                                           | Februar                                                                                           | Februar                                                                                           | Februar                                                                                           | Februar                                                                                           | Februar                                                                                           | Februar                                                                                           | Februar                                                                                           | Februar                                                                                           | Gesamt                                                                                            |
| ------------------------------------------------------------------------------------------------- | ------------------------------------------------------------------------------------------------- | ------------------------------------------------------------------------------------------------- | ------------------------------------------------------------------------------------------------- | ------------------------------------------------------------------------------------------------- | ------------------------------------------------------------------------------------------------- | ------------------------------------------------------------------------------------------------- | ------------------------------------------------------------------------------------------------- | ------------------------------------------------------------------------------------------------- | ------------------------------------------------------------------------------------------------- | ------------------------------------------------------------------------------------------------- | ------------------------------------------------------------------------------------------------- | ------------------------------------------------------------------------------------------------- |
| Eröffnungsfeier                                                                                   |                                                                                                   |                                                                                                   |                                                                                                   |                                                                                                   |                                                                                                   |                                                                                                   |                                                                                                   |                                                                                                   |                                                                                                   |                                                                                                   |                                                                                                   |                                                                                                   |
| Biathlon                                                                                          |                                                                                                   |                                                                                                   |                                                                                                   |                                                                                                   | 2                                                                                                 |                                                                                                   | 1                                                                                                 |                                                                                                   | 2                                                                                                 |                                                                                                   | 1                                                                                                 | 6                                                                                                 |
| Eishockey                                                                                         |                                                                                                   |                                                                                                   |                                                                                                   |                                                                                                   | 1                                                                                                 |                                                                                                   |                                                                                                   |                                                                                                   |                                                                                                   |                                                                                                   | 1                                                                                                 | 2                                                                                                 |
| Eiskunstlauf                                                                                      |                                                                                                   |                                                                                                   |                                                                                                   |                                                                                                   |                                                                                                   |                                                                                                   |                                                                                                   | 1                                                                                                 | 1                                                                                                 |                                                                                                   |                                                                                                   | 2                                                                                                 |
| Freestyle-Skiing                                                                                  |                                                                                                   |                                                                                                   |                                                                                                   |                                                                                                   |                                                                                                   |                                                                                                   | 2                                                                                                 |                                                                                                   |                                                                                                   | 2                                                                                                 |                                                                                                   | 4                                                                                                 |
| Shorttrack                                                                                        |                                                                                                   |                                                                                                   |                                                                                                   |                                                                                                   | 2                                                                                                 | 2                                                                                                 |                                                                                                   |                                                                                                   |                                                                                                   | 3                                                                                                 |                                                                                                   | 7                                                                                                 |
| Ski Alpin                                                                                         |                                                                                                   |                                                                                                   |                                                                                                   |                                                                                                   | 1                                                                                                 | 1                                                                                                 |                                                                                                   | 1                                                                                                 |                                                                                                   | 1                                                                                                 | 1                                                                                                 | 5                                                                                                 |
| Skilanglauf                                                                                       |                                                                                                   |                                                                                                   |                                                                                                   |                                                                                                   |                                                                                                   | 2                                                                                                 |                                                                                                   | 2                                                                                                 |                                                                                                   | 2                                                                                                 | 1                                                                                                 | 7                                                                                                 |
| Snowboard                                                                                         |                                                                                                   |                                                                                                   |                                                                                                   |                                                                                                   |                                                                                                   | 2                                                                                                 |                                                                                                   |                                                                                                   |                                                                                                   | 2                                                                                                 |                                                                                                   | 4                                                                                                 |
| Abschlussfeier                                                                                    |                                                                                                   |                                                                                                   |                                                                                                   |                                                                                                   |                                                                                                   |                                                                                                   |                                                                                                   |                                                                                                   |                                                                                                   |                                                                                                   |                                                                                                   |                                                                                                   |
| Entscheidungen                                                                                    | 0                                                                                                 | 0                                                                                                 | 0                                                                                                 | 0                                                                                                 | 6                                                                                                 | 9                                                                                                 | 3                                                                                                 | 4                                                                                                 | 3                                                                                                 | 10                                                                                                | 4                                                                                                 | 38                                                                                                |
| Januar                                                                                            | Do. 06.                                                                                           | Fr. 07.                                                                                           | Sa. 08.                                                                                           | So. 09.                                                                                           | Mo. 10.                                                                                           | Di. 11.                                                                                           | Mi. 12.                                                                                           | Do. 13.                                                                                           | Fr. 14                                                                                            | Sa. 15.                                                                                           | Sa. 16.                                                                                           | Gesamt                                                                                            |
| Januar                                                                                            | Februar                                                                                           |                                                                                                   |                                                                                                   |                                                                                                   |                                                                                                   |                                                                                                   |                                                                                                   |                                                                                                   |                                                                                                   |                                                                                                   |                                                                                                   | Gesamt                                                                                            |

Farblegende

## Teilnehmer
| 876 Teilnehmer aus 45 Nationen | 876 Teilnehmer aus 45 Nationen | 876 Teilnehmer aus 45 Nationen |
| --- | --- | --- |
| - Albanien (1) - Armenien (6) - Aserbaidschan (1) - Belgien (8) - Bosnien und Herzegowina (2) - Bulgarien (16) - Dänemark (11) - Deutschland (6) - Estland (23) - Finnland (53) - Frankreich (37) - Georgien (11) - Griechenland (12) - Großbritannien (20) - Island (16) | - Irland (4) - Israel (3) - Italien (57) - Kosovo (2) - Kroatien (14) - Lettland (42) - Liechtenstein (4) - Litauen (16) - Moldau (3) - Monaco (1) - Montenegro (1) - Niederlande (11) - Nordmazedonien (4) - Norwegen (17) - Österreich (53) | - Polen (32) - Portugal (2) - Rumänien (20) - San Marino (3) - Schweden (33) - Schweiz (75) - Serbien (4) - Slowakei (62) - Slowenien (32) - Spanien (13) - Tschechien (79) - Türkei (18) - Ukraine (25) - Ungarn (21) - Zypern (2) |

## Medaillenspiegel
| Platz  | Mannschaft     | Gold | Silber | Bronze | Gesamt |
| ------ | -------------- | ---- | ------ | ------ | ------ |
| 1      | Italien        | 7    | 6      | 3      | 16     |
| 2      | Frankreich     | 5    | 9      | 5      | 19     |
| 3      | Schweiz        | 4    | –      | 7      | 11     |
| 4      | Großbritannien | 3    | –      | 2      | 5      |
| 4      | Ukraine        | 3    | –      | 2      | 5      |
| 6      | Polen          | 2    | 2      | –      | 4      |
| 7      | Norwegen       | 2    | 1      | 1      | 4      |
| 7      | Slowakei       | 2    | 1      | 1      | 4      |
| 9      | Spanien        | 2    | 1      | –      | 3      |
| 10     | Estland        | 1    | 4      | 1      | 6      |
| 11     | Tschechien     | 1    | 3      | 3      | 7      |
| 12     | Schweden       | 1    | 2      | 2      | 5      |
| 13     | Ungarn         | 1    | 1      | 2      | 4      |
| 14     | Österreich     | 1    | 1      | 1      | 3      |
| 15     | Georgien       | 1    | –      | –      | 1      |
| 15     | Niederlande    | 1    | –      | –      | 1      |
| 17     | Finnland       | –    | 3      | 1      | 4      |
| 18     | Deutschland    | –    | 1      | 3      | 4      |
| 19     | Dänemark       | –    | 1      | –      | 1      |
| 19     | Slowenien      | –    | 1      | –      | 1      |
| 21     | Türkei         | –    | –      | 2      | 2      |
| 22     | Kroatien       | –    | –      | 1      | 1      |
| Gesamt | Gesamt         | 38   | 38     | 38     | 114    |